# Francesco Squarcione
Francesco Squarcione, né en 1394, 1395 ou 1397 à Padoue, et mort en 1468, 1470 ou 1474 à Padoue ou Venise, est un peintre italien de la Renaissance.

## Biographie
Francesco Squarcione est né en 1394,, 1395 ou 1397 à Padoue. Il est tailleur d'origine et a été plutôt chargé de petits travaux tels que des ornements de tabernacle ou des blasons.
Il ne subsiste que deux œuvres signées de lui, le Polyptyque de Lazare (it) au Museo civico de Padoue, et une Vierge à l'Enfant (it) conservée à Berlin. 
Il est surtout connu par son atelier, où il aurait embauché plus de cent élèves ; il a toutefois été soupçonné d'exploiter ses élèves et leurs relations ont parfois débouché sur des procès. Quoi qu'il en soit, il possédait beaucoup de statues, tableaux et moulages d'antiques qui ont contribué à la formation de ses élèves.
De nombreux artistes sont passés par son atelier, parmi lesquels Niccolo Pizzolo, Carlo Crivelli, Ansuino da Forlì et Andrea Mantegna.
André Chastel identifie ainsi, à partir du milieu artistique de Padoue et des anciens élèves de Squarcione, la diffusion d'un « squarcionisme » très décoratif et formaliste comportant un goût du bizarre dans le traitement des formes antiques, la curiosité des formes naturelles se mêlant aux formes gothiques finissantes.
Il est mort en 1468, 1470 ou en 1474, à Padoue ou à Venise.

## Œuvres

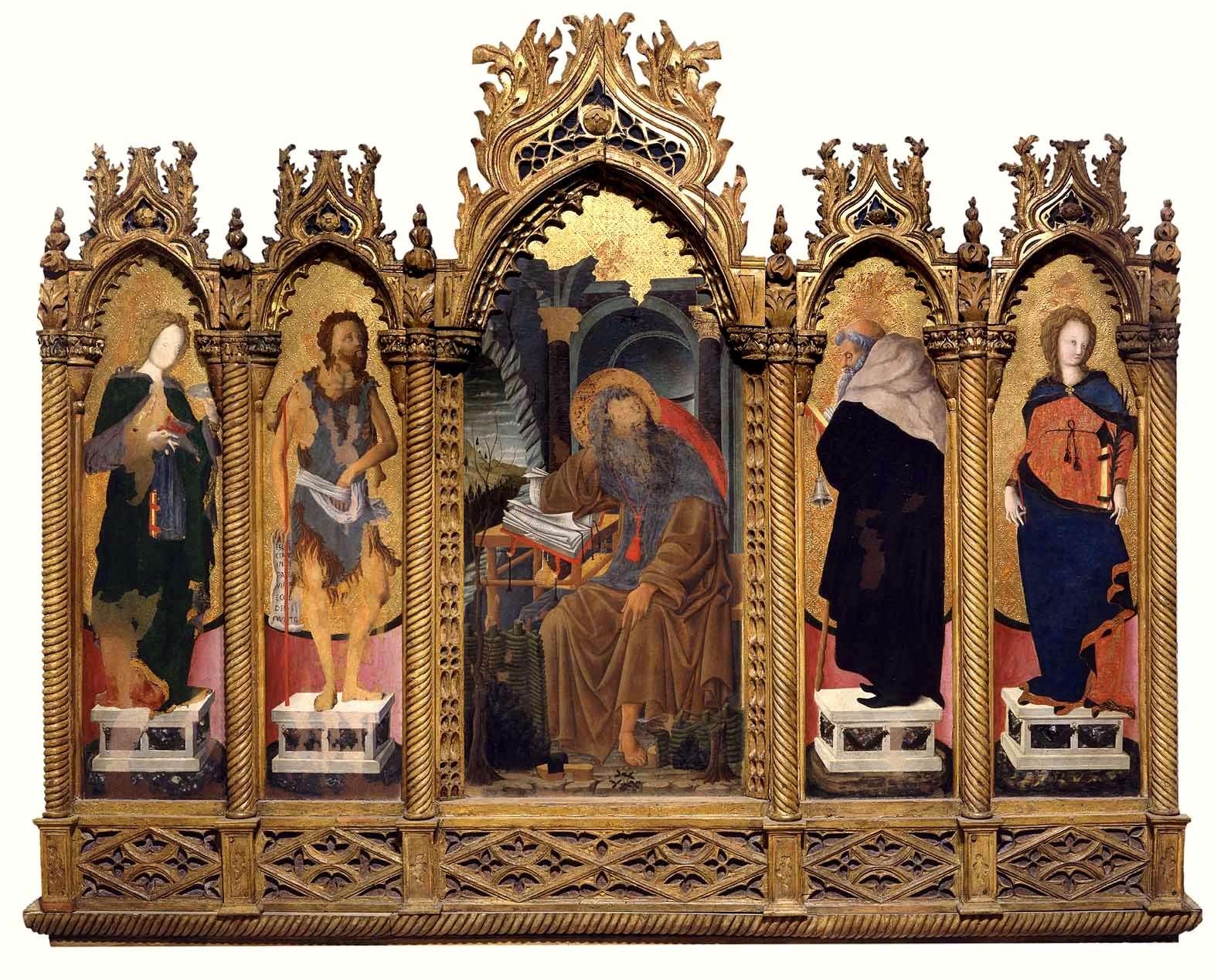
Polyptyque de Lazara

- Vierge à l'Enfant, vers 1445-1450, tempera et or sur bois, 59,5 × 45,7 cm, collection Alana (acquisition en 2007), Newark (Delaware), États-Unis[9]
- Polyptyque de Lazare (it) ou Glorification de Saint Jérôme[10], 1449–1452, Museo Civico, Padoue
- Vierge à l'Enfant (it), vers 1455, Gemäldegalerie, Berlin

### De son atelier
- Polittico con la Madonna col Bambino, Crocifissione e i santi Nicola da Bari, Matteo, Giovanni Battista, Pietro, Bartolomeo, Zeno, Lucia, Caterina d'Alessandria, Antonio Abate, Francesco, Agata e Orsola, tempera sur toile (1445-1460), Arzignano, rione Castello, église de la  Visitazione della Beata Vergine Maria.